# Сита (лунный кратер)
Кратер Сита (лат. Sita) — маленький ударный кратер в юго-восточной части чаши кратера Кинг на обратной стороне Луны. Название присвоено по индийскому женскому имени и утверждено Международным астрономическим союзом в 1976 г.

## Описание кратера
Кратер Сита расположен в области пород обрушившихся с южной части вала кратера Кинг. На севере-северо-западе от кратера расположен пик Ганау. Кратер имеет близкую к циркулярной чашеобразную форму.

## Сателлитные кратеры
Отсутствуют.